# Diêu Tử Linh

Diêu Tử Linh có tên tiếng Anh là Elaine Yiu (sinh ngày 21 tháng 11 năm 1980 tại Hồng Kông thuộc Anh) là một nữ diễn viên truyền hình-diễn viên điện ảnh, ca sĩ, người mẫu ảnh kiêm người dẫn chương trình nổi tiếng người Hồng Kông gốc Trung Quốc.

## Cuộc đời
Tên thật của Diêu Tử Linh là Nhiêu Huệ Linh, cái tên này được giám chế Tiền Quốc Vĩ đặt, nó có nghĩa là "một bước nhảy sống động". Cô lớn lên ở làng Mỹ Phu, Cửu Long. Cha cô là thương gia vật liệu xây dựng có trụ sở tại Triều Châu, mẹ cô là người Đài Loan. Diêu Tử Linh có một chị gái và một em gái, em gái cô tên Nhiêu Huệ San là phát thanh viên của NowTV
Tử Linh học tại Trường tiểu học S.K.H. St Clement, tốt nghiệp trung học tại Trường cao đẳng T.W.G.Hs Trường Minh Thiên. Sau đó cô sang Úc du học tại Học viện Công nghệ Hoàng gia Melbourne. Sau khi học ở đó 1 năm, do gặp vấn đề kinh tế cuộc khủng hoảng tài chính năm 1997 đã ảnh hưởng đến công việc kinh doanh của cha cô và từ bỏ việc học. Ngay sau đó, cô đã tham gia cuộc thi phát thanh của Metro Radio vào đầu năm 2002, cùng năm đó, cô giành giải quán quân trong Cuộc thi thuyết trình TVB8. Cô trở thành nghệ sĩ hợp đồng của TVB. Được giao các chương trình nhờ kinh nghiệm phong phú. Cô từng làm nhân viên bán bia bán thời gian.
Ngôn ngữ cô có thể nói: Tiếng Quảng, tiếng Quan Thoại, tiếng Anh, Tiếng Đài Loan
Cô là thành viên của nhóm Hồ Thuyết Bát Đạo (Nonsense Club) - một trong những hội chị em thân thiết nhất TVB. Thành viên của nhóm này gồm: Myolie Hồ Hạnh Nhi, Paisley Hồ Bội Úy, Nancy Hồ Định Hân, Mandy Huỳnh Trí Văn, Elaine Diêu Tử Linh và Selena Lý Thi Hoa. Cả sáu người đều có cùng sở thích và rất hiểu ý nhau, thường xuyên động viên và ủng hộ nhau.
Cô cũng là thành viên của team Crazy Runner, nhóm này gồm các cô gái của hội Hồ Thuyết Bát Đạo, cùng với Viên Vỹ Hào, Trần Sơn Thông, Hồ Nặc Ngôn và Tạ Đông Mẫn. Crazy Runner có một chương trình của TVB là Shall We Run - Nhất Khởi Bào Qua Đích Nhật Tử (一起跑過的日子), trong chương trình này quay tài liệu về hành trình chạy bộ của các thành viên.

## Học Vấn
Đại Học RMIT (Học viện Công nghệ Hoàng gia Melbourne) chuyên ngành Khoa học máy tính

## Sự nghiệp
Linh gia nhập ngành giải trí sau khi chiến thắng Cuộc thi thuyết trình TVB8 năm 2002, sau đó ký hợp đồng quản lý và quay phim ở TVB. Từ 2002 đến 2004, Linh đã dẫn các chương trình truyền hình tiếng Quan thoại cho TVB8. Diễn xuất đầu tay của Linh vào năm 2003 trong bộ phim tuổi teen Kiếm Thuật Tinh Túy, vào vai một cô gái ngốc nghếch tên Lam Tuyết Vân. Năm 2005, cô nhận được lời khen ngợi từ vai Chloe Trịnh Khả Nhi trong phim Sóng Gió Khách sạn. Cô nhận được vai chính đầu tiên trong phim Nối Nghiệp vai Lợi Tường Phụng
Tại lễ trao giải TVB Star Malaysia 2015, Diêu Tử Linh giành giải "Nữ diễn viên phụ phim TVB được yêu thích" và "Nhân vật phim TVB được yêu thích" nhờ diễn xuất của cô trong vai Vivian Trương Huệ Vân phim Chuyện Bốn Nàng Luật Sư. Chuỗi chiến thắng của Linh tiếp tục hai tuần sau đó tại Hồng Kông khi cô giành được vinh dự "Nữ diễn viên phụ xuất sắc nhất" đáng khao khát tại "Lễ trao giải TVB 2015" với nhân vật của mình, vai Viêm Quý Phi trong phim Trương Bảo Tử

## Phim

### Phim điện ảnh
| Năm      | Tên phim          | Vai diễn  | Ghi chú |
| -------- | ----------------- | --------- | ------- |
| Năm 2011 | Tôi Yêu Hong Kong | nghệ nhân |         |

### Phim truyền hình
| Năm                | Tên phim                               | Vai diễn                  | Ghi Chú                                                 |
| TVB                | TVB                                    | TVB                       | TVB                                                     |
| ------------------ | -------------------------------------- | ------------------------- | ------------------------------------------------------- |
| 2003               | Kiếm Thuật Tinh Túy 當四葉草碰上劍尖時 | Lam Tuyết Vân             |                                                         |
| 2004               | Bầu Nhiệt Huyết 赤沙印記 - 四葉草 2    | Lam Tuyết Vân             | cameo                                                   |
| 2004               | Thám Tử Lừng Danh 棟篤神探             | Lê Tiểu Mẫn (Bebe)        |                                                         |
| 2005               | Sóng Gió Khách sạn 酒店風雲            | Trịnh Khả Nhi (Chloe)     | Nominated – TVB Award for Most Improved Actress (Top 5) |
| 2005               | Đội Cứu Hộ Trên Không                  | Cao Khả Ái (Cally)        |                                                         |
| 2006               | Nối Nghiệp                             | Lợi Tường Phụng           | vai chính                                               |
| 2006               | Bố Y Thần Tướng                        | Ngô Mẫu Đơn               |                                                         |
| 2006               | Phụng Hoàng Lâu                        | Trương Lợi                |                                                         |
| 2007               | Cảnh Sát Tài Ba                        | Khương Nhã Thúy (Maria)   |                                                         |
| 2008               | Mưu Dũng Kỳ Phùng II                   | Đường Thủy                |                                                         |
| 2008               | Hạnh Phú Ảo                            | Dương Xảo Nhi (Jade)      |                                                         |
| 2008               | Kim Thạch Lương Duyên                  | Trình Khải San (Hana)     |                                                         |
| 2008               | Lời Nói Ngọt Ngào                      | Tề Gia Di                 |                                                         |
| 2008               | Tìm Lại Một Nữa                        | Đường Khải Mẫn (Mandy)    |                                                         |
| 2009               | Anh Hùng Trong Biển Lửa III            | Trác Mẫn (Minnie)         |                                                         |
| 2010               | Thu Hương và Đường Bá Hổ               | Thạch Lựu                 |                                                         |
| 2010               | Bồ Tùng Linh                           | Liễu Tâm Nghiên           |                                                         |
| 2010               | Tình Taxi                              | Tào Mỹ San (Vivian)       |                                                         |
| 2010               | Nỗi Đau Người Phụ Nữ                   | Pinky Wong                | (cameo tập 20)                                          |
| 2010               | Công chúa giá đáo                      | Sở Kiều                   | (cameo tập 15)                                          |
| 2010               | Cuộc Đời tươi Đẹp                      | Lãnh Mỹ Tư (Ivy)          | cameo                                                   |
| 2011               | Hôn Nhân Tiền Định                     | Erica                     | tập 27-30                                               |
| 2011               | Đại Nội Thị Vệ                         | Đông Giai/Mạn Quân        |                                                         |
| 2011               | Lang Quân Như Ý                        | Cao Nhĩ Kiều              |                                                         |
| 2012               | Tạo Vương Giả / Thời Thế Tạo Vương     | Đổng Ngọc Kiều            |                                                         |
| 2012               | Vòng Quay Hạnh Phúc                    | Hứa Ngọc Mai (thanh niên) |                                                         |
| 2013               | Nữ Cảnh Tác Chiến                      | Tô Tinh Bội               | tập 19-21                                               |
| 2013               | Bãi Biển Tình Yêu                      | Tô Phụng Ni               | Khách mời                                               |
| 2013               | Hoán Đổi Nhân Tâm                      | Diệp Vịnh Ân              | vai phụ                                                 |
| 2014               | Đơn Luyến Song Thành                   | Thái Nghiên (Emma)        | vai phụ                                                 |
| 2014               | Bầu Trời Riêng                         | Đổng Ái Tình              |                                                         |
| 2014               | Tái Đắc Hữu Tình Nhân                  | Mai Mẫn Nghi              | vai phụ                                                 |
| 2015               | Chuyện Bốn Nàng Luật Sư                | Trương Huệ Vân (Vivian)   | vai phụ                                                 |
| 2015               | Mái Ấm Gia đình                        | Mai Ninh (Mai cô nương)   | khách mời                                               |
| 2015               | Bước Đi Cùng Em                        | Nguyễn Uyển               |                                                         |
| 2015               | Trương Bảo Tử                          | Viêm Quý Phi              | vai phụ                                                 |
| 2015               | Thiên Sứ Tập Sự                        | Đỗ Thiện Hoa (Sylvia)     |                                                         |
| 2015               | Đao Hạ Lưu Nhân                        | Nguyễn Tố Tâm             |                                                         |
| 2016               | Hành Động Liêm Chính 2016              | Wendy Li                  | khách mời                                               |
| 2017               | Cộng Sự                                | Vi Dĩ Du (Kate)           | Nữ chính thứ 2                                          |
| 2017               | Mẹ Vợ Rực Rỡ                           | Kỷ Hiểu Doanh (Celine)    | Vai phụ                                                 |
| 2018               | Thiên Mệnh                             | Trường Mị (Nhị phu nhân)  | Nữ chính thứ 2                                          |
| 2019               | Kỳ Án Bao Thanh Thiên                  | Kỷ Niệm Niệm              | Vai chính                                               |
| 2020               | Hoàng Kim Hữu Tội                      | Thủy Mẫn Tinh             | Vai chính                                               |
| 2021               | Đại Bộ Tẩu                             | Hà Gia Hân                | Vai chính                                               |
| 2022               | Anh Hùng Thiết Quyền                   | Kim Phúc Muội             | Thứ chính                                               |
| Thiệu thị huynh đệ |                                        |                           |                                                         |
| Chờ phát sóng      | Phi hổ 3 Tráng chí anh hùng            | Đỗ Dĩ Doanh               |                                                         |

## Show Truyền hình
| Năm  | Tên                                                                                | Tên Tiếng Việt                      | Ghi chú                 |
| ---- | ---------------------------------------------------------------------------------- | ----------------------------------- | ----------------------- |
| 2017 | The Sisterhood Traveling Gang - 胡說八道真情假期                                   | Hồ Thuyết Bát Đạo Kỳ Nghỉ Chân Tình | Úc                      |
| 2017 | Shall We Run - 一起跑過的日子 Lưu trữ ngày 18 tháng 8 năm 2019 tại Wayback Machine | Cùng Nhau Chạy Qua Ngày             | Hồng Kông, Tokyo, Seoul |

## Giải thưởng
Giải thưởng TVB Star Awards: Nữ diễn viên phụ được yêu thích
2015: phim Chuyện Bốn Nàng Luật Sư
2017: phim Đồng Minh
Chương Trình Thực Tế được yêu thích: Show Hồ Thuyết Bát Đạo Kì Nghỉ Chân Tình (nhận giải cùng các thành viên của hội Hồ Thuyết Bát Đạo)
Sina Weibo Star Awards 2017: Chương trình thực tế Hồ Thuyết Bát Đạo Kì Nghỉ Chân Tình.
Giải thưởng kỷ niệm TVB: Nữ diễn viên phụ xuất sắc nhất
2015: phim Trương Bảo Tử